# Liste in Belize vorhandener Dampflokomotiven
Dies ist eine Liste erhaltener Dampflokomotiven auf dem Gebiet der Belize.

## Lokomotiven mit?
| Foto | Nummer oder Name         | Bauart / Achsfolge | Hersteller              | Fabrik-nr. | Baujahr | Historie | Eigentümer / Betreiber / Strecke | Bemerkungen                                       |
| ---- | ------------------------ | ------------------ | ----------------------- | ---------- | ------- | -------- | -------------------------------- | ------------------------------------------------- |
|      | Serpon Sugar Mills No. ? | B, GTVB            | Alexander Chaplin & Co. |            |         |          | Serpon Sugar Mill Ruins          | – Laut Foto im Einzelnachweis schon lange Schrott |